# لادیسلاو پتراش
لادیسلاو پتراش (اسلواکی: Ladislav Petráš؛ زادهٔ ۱ دسامبر ۱۹۴۶) بازیکن فوتبال اهل چکسلواکی بود.
از باشگاه‌هایی که در آن بازی کرده‌است می‌توان به اشاره کرد.
وی همچنین در تیم ملی فوتبال چکسلواکی بازی کرده‌است.